# Oncocnemis pallidior
Oncocnemis pallidior là một loài bướm đêm trong họ Noctuidae.